# Unité de mesure nommée d'après une personne
Une unité de mesure nommée d'après une personne est une unité de mesure dont le nom est celui d'un scientifique ayant contribué à la discipline dans laquelle l'unité est utilisée le plus couramment, ou en dérive directement. Le symbole de l'unité est l'initiale de ce nom, ou une courte abréviation.

## Règles d'utilisation
Le nom d'une unité de mesure s'écrit toujours en minuscules. En revanche, quand il dérive d'un anthroponyme, le symbole correspondant commence par une majuscule (newton : N ; pascal : Pa, etc.) ; le symbole des autres unités commence par une minuscule (mètre : m ; litre : l ; atmosphère : atm, etc.). Par exemple :
| Unité  | Symbole | Exemple                   |
| ------ | ------- | ------------------------- |
| ampère | A       | 2 A = deux ampères        |
| pascal | Pa      | 5 hPa = cinq hectopascals |
| volt   | V       | 1 V = un volt             |
| watt   | W       | 20 W = vingt watts        |

## Noms d'unités de mesure dérivés d'un anthroponyme
Le tableau suivant donne pour chaque unité de mesure, le symbole, la grandeur mesurée et la personnalité scientifique dont elle porte le nom.
| Unité                       | Symbole               | Nature de la variable mesurée   | Origine du nom                |
| --------------------------- | --------------------- | ------------------------------- | ----------------------------- |
| amagat                      |                       | Densité d'un gaz                | Émile Hilaire Amagat          |
| ampère                      | A                     | Intensité de courant électrique | André-Marie Ampère            |
| ångström                    | Å                     | Longueur                        | Anders Jonas Ångström         |
| baud                        | Bd                    | Vitesse de transmission         | Émile Baudot                  |
| becquerel                   | Bq                    | Radioactivité                   | Henri Becquerel               |
| bel (surtout décibel)       | B (= 10 dB)           | Ratio logarithmique             | Alexandre Graham Bell         |
| benz                        | Bz                    | Vitesse                         | Carl Benz                     |
| biot                        | Bi                    | Intensité de courant électrique | Jean-Baptiste Biot            |
| blondel                     |                       | Luminance                       | André Blondel                 |
| bohr                        | {\displaystyle a_{0}} | Longueur                        | Niels Bohr                    |
| brewster                    | B                     | Contrainte optique              | David Brewster                |
| clausius                    | Cl                    | Entropie                        | Rudolf Clausius               |
| coulomb                     | C                     | Charge électrique               | Charles de Coulomb            |
| curie                       | Ci                    | Radioactivité                   | Pierre et Marie Curie         |
| dalton (surtout kilodalton) | Da (= 0,001 kDa)      | Masse                           | John Dalton                   |
| darcy                       |                       | Perméabilité                    | Henry Darcy                   |
| debye                       | D                     | Moment dipolaire                | Peter Debye                   |
| edison                      |                       | Intensité de courant électrique | Thomas Edison                 |
| einstein                    | E                     | Énergie lumineuse par mole      | Albert Einstein               |
| eötvös                      | E                     | Accélération linéique           | Loránd Eötvös                 |
| erlang                      |                       | Trafic téléphonique             | Agner Erlang                  |
| farad                       | F                     | Capacité électrique             | Michael Faraday               |
| faraday                     | faraday               | Charge électrique               | Michael Faraday               |
| fermi                       | fm                    | Longueur                        | Enrico Fermi                  |
| finsen                      | FU                    | Flux énergétique                | Niels Ryberg Finsen           |
| franklin                    | Fr                    | Charge électrique               | Benjamin Franklin             |
| gal                         | Gal                   | Accélération                    | Galilée                       |
| gauss                       | G                     | Induction magnétique            | Carl Friedrich Gauss          |
| gilbert                     |                       | Force magnétique                | William Gilbert               |
| gray                        | Gy                    | Énergie massique                | Louis Gray                    |
| hartree                     | Ha                    | Énergie                         | Douglas Hartree               |
| henry                       | H                     | Inductance                      | Joseph Henry                  |
| hertz                       | Hz                    | Fréquence                       | Heinrich Rudolf Hertz         |
| hounsfield                  | UH                    | Densité                         | Godfrey Newbold Hounsfield    |
| jansky                      | Jy                    | Densité de flux radio           | Karl Jansky                   |
| joule                       | J                     | Énergie                         | James Prescott Joule          |
| kayser                      | K                     | Nombre d'onde                   | Heinrich Kayser               |
| kelvin                      | K                     | Température                     | Lord Kelvin                   |
| lambert                     | L                     | Luminance                       | Johann Heinrich Lambert       |
| langley                     | Ly                    | Densité énergétique             | Samuel Langley                |
| litre                       | l ou L                | Volume                          | Claude Litre (canular)        |
| mach                        | Ma                    | Ratio de vitesse                | Ernst Mach                    |
| maxwell                     | Mx                    | Induction magnétique            | James Clerk Maxwell           |
| mho                         | ℧                     | Conductance électrique          | Georg Ohm                     |
| morgan                      | M                     | distance génétique              | Thomas Hunt Morgan            |
| néper                       | Np                    | Ratio logarithmique             | John Napier                   |
| newton                      | N                     | Force                           | Isaac Newton                  |
| œrsted                      | Oe                    | Champ magnétique                | Hans Christian Ørsted         |
| ohm                         | Ω                     | Résistance électrique           | Georg Ohm                     |
| pascal                      | Pa                    | Pression                        | Blaise Pascal                 |
| poise                       | P ou Po               | Viscosité                       | Jean-Léonard-Marie Poiseuille |
| poiseuille                  | Pl                    | Viscosité                       | Jean-Léonard-Marie Poiseuille |
| rayleigh                    | R                     | Intensité lumineuse             | Lord Rayleigh                 |
| reyn                        |                       | Viscosité dynamique             | Osborne Reynolds              |
| rem                         | rem                   | Rayonnement ionisant            | Wilhelm Röntgen               |
| röntgen                     | R                     | Rayonnement ionisant            | Wilhelm Röntgen               |
| rutherford                  | Rd                    | Radioactivité                   | Ernest Rutherford             |
| rydberg                     | Ryd                   | Nombre d'onde                   | Johannes Rydberg              |
| savart                      |                       | Ratio de fréquences             | Félix Savart                  |
| siemens                     | S                     | Conductance électrique          | Werner von Siemens            |
| siegbahn                    | xu                    | Longueur                        | Karl Manne Georg Siegbahn     |
| sievert                     | Sv                    | Énergie massique                | Rolf Sievert                  |
| stokes                      | St                    | Viscosité cinématique           | George Gabriel Stokes         |
| svedberg                    | S                     | Taux de sédimentation           | Theodor Svedberg              |
| sverdrup                    | Sv ou S               | Débit                           | Harald et Otto Sverdrup       |
| tesla                       | T                     | Induction magnétique            | Nikola Tesla                  |
| thomson                     | Th                    | Masse par charge                | Joseph John Thomson           |
| torr                        | Torr ou mmHg          | Pression                        | Evangelista Torricelli        |
| troland                     | Trol, T ou Td         | Luminance sur la rétine humaine | Leonard Troland               |
| volt                        | V                     | Tension électrique              | Alessandro Volta              |
| watt                        | W                     | Puissance                       | James Watt                    |
| weber                       | Wb                    | Induction magnétique            | Wilhelm Eduard Weber          |

## Noms composés désignant une unité de mesure et dérivés d'un anthroponyme
| Unité            | Symbole   | Nature de la variable mesurée    | Origine du nom                    |
| ---------------- | --------- | -------------------------------- | --------------------------------- |
| score d'Apgar    |           | Santé d'un nouveau-né            | Virginia Apgar                    |
| degré Baumé      | °B ou °Bé | Concentration                    | Antoine Baumé                     |
| degré Cartier    |           | Degré d'alcool                   | Jean-François Cartier             |
| degré Celsius    | °C        | Température                      | Anders Celsius                    |
| point Cicéro     |           | Longueur (typographie)           | Cicéron                           |
| degré Clark      | °E        | Dureté de l'eau                  | Hosiah Clark                      |
| degré Delisle    |           | Température                      | Joseph-Nicolas Delisle            |
| point Didot      |           | Longueur (typographie)           | Firmin Didot                      |
| degré Fahrenheit | °F        | Température                      | Gabriel Fahrenheit                |
| point Fournier   |           | Longueur (typographie)           | Pierre-Simon Fournier             |
| degré Gay-Lussac | °GL       | Degré d'alcool                   | Louis Joseph Gay-Lussac           |
| unité Mache      | ME        | Radioactivité                    | Heinrich Mache                    |
| degré Newton     |           | Température                      | Isaac Newton                      |
| degré Plato      | °P        | Ratio de masse                   | Fritz Plato                       |
| degré Quevenne   | °Q        | Densité (en particulier du lait) | Théodore Auguste Quevenne         |
| degré Rankine    | °Ra       | Température                      | William Rankine                   |
| degré Réaumur    | °Ré       | Température                      | René-Antoine Ferchault de Réaumur |
| degré Rømer      | °Rø       | Température                      | Ole Christensen Rømer             |
| point Truchet    |           | Longueur (typographie)           | Sébastien Truchet                 |